# Cyanophora paradoxa
Cyanophora paradoxa — прісноводний вид глаукофітових водоростей. Використовується як модельний організм у генетичних дослідженнях. С. paradoxa має дві ціанеллі (хлоропласти), де фіксація азоту відбувається паралельно з основною функцією фотосинтезу. Геном ціанелл C. paradoxa штаму LB 555 був секвенований і опублікований в 1995 році. Ядерний геном був також секвенований і опублікований в 2012 році.